# Nærbø Station
Nærbø Station (Nærbø stasjon) er en jernbanestation på Jærbanen, en del af Sørlandsbanen, der ligger i byområdet Nærbø i Hå kommune i Norge. Stationen består af to hovedspor med en øperron imellem samt nogle sidespor. Der er adgang til perronen via en gangtunnel.
Stationen åbnede sammen med Jærbanen 1. marts 1878. Den blev fjernstyret 7. juli 1964.